# Адамія Зоя Костянтинівна
Зоя Костянтинівна Адамія (нар. 1 грудня 1973) — грузинська науковиця, доктор філології, професор.
Наукові інтереси: лінгвістика, порівняльна фразеологія, лексикографія, викладання іноземних мов. Questionnaire for the member of the editorial board of «Pritning Horizon»
Інститут російської мови і літератури Цхум-Абхазької Академії наук (м Тбілісі, Грузія), Керівник відділу міжнародних зв'язків і роботи з громадськістю Університету імені Еквтіме Такаішвілі (м Руставі, Грузія), запрошений професор Сухумського державного університету (м Тбілісі, Грузія), заступник директора Міжнародної науково-педагогічної організації «Захід-Схід» — ISPOP.
Засновник і головний редактор міжнародного наукового журналу «WEST-EAST».

Одна з авторів й укладачів двотомного словника: «Внесок біблійної мудрості: російсько-слов'янський словник біблійних крилатих висловів та афоризмів з відповідниками в германських, романських, вірменською і грузинською мовами: в 2 т.» Під загальною редакцією Є. Є. Іванова, В. М. Мокієнко, Д. Балаково, Х. Вальтера Могильов: МГУ імені А. А. Кулешова, 2019. — Т. 1: А-О. — 288 с .; Т. 2: П-Я. — 308 с

## Публікації
- Zoia Adamia, COMPARATIVE ANALYSIS OF BIBLICAL PHRASEOLOGICAL UNITS (IN RUSSIAN, ENGLISH AND GEORGIAN LANGUAGES), «WEST-EAST» vol. 1, N 1 (March, 2019), p. 20-26 doi: 10.33739/2587-5434-2019-20-26
- Zoia Adamia, Semantics Of White Colour In Phraseological Units (IN RUSSIAN, ENGLISH AND GEORGIAN)"The European Proceedings of Social & Behavioural Sciences EpSBS" Volume XXXIX, (30 April 2018), p. 15-26 doi:10.15405/epsbs.2018.04.02.3
- Zoia Adamia, Lexical and Stylistic analysis of Russian, English, Georgian Biblical Phraseological Units ESSE 2016 Abstracts, S3 ‘’Cross-linguistic and Cross-cultural Approaches to Phraseology", Galway, Ireland, p. 36-37
- Zoia Adamia, Maia Marghania, BLUE AS A HEAVENLY COLOUR IN BIBLICAL EXPRESSIONS, Cross Cultural Studies: Education and Science (CCS&ES), USA, 2018, pp.12-15.
- З. К. Адамия и др. , "Лепта библейской мудрости: русско-славянский словарь библейских крылатых выражений и афоризмов с соответствиями в германских, романских, армянском и грузинском языках: в 2 т. "Под общей редакцией Е. Е. Иванова, В. М. Мокиенко, Д. Балаковой, Х. ВальтераМогилев: МГУ имени А. А. Кулешова, 2019. — Т. 1: А–О. — 288 с.; Т. 2: П–Я. — 308 с.
- Монографія: ФРАЗЕОЛОГИЧЕСКОЕ ПРОСТРАНСТВО НАЦИОНАЛЬНОГО СЛОВАРЯ В СОПОСТАВИТЕЛЬНОМ АСПЕКТЕ. Автори: Федуленкова Т Н, Адамия З К, Чабашвили М. и др. Издательство: Академия Естествознания, 2014. ISBN 978-5-91327-273-7
- Монографія: ПОСЛОВИЦЫ В ФРАЗЕОЛОГИЧЕСКОМ ПОЛЕ: КОГНИТИВНЫЙ, ДИСКУРСИВНЫЙ, СОПОСТАВИТЕЛЬНЫЙ АСПЕКТЫ Автори: Н. Ф. Алефиренко, Д. О. Добровольский, В. М. Мокиенко, З. К. Адамия, Е. А. Дамман, В. И. Зимин, Е. В. Иванова, М. Л. Ковшова, О. И. Натхо, Л. М. Ратиани, Н. Н. Семененко, Т. Н. Федуленкова, Т. Н. Хомутова, Т. А. Ширяева, W. Mieder. Владим. гос. ун-т им. А. Г. и Н. Г. Столетовых. — Владимир: Изд-во ВлГУ, 2017. — 231 с. ISBN 978-5-9984-0821-2
- Адамия Зоя, Учебное пособие по математическому русскому языку. Изд. «УНИВЕРСАЛ», Тбилиси, 2011.
- Адамия Зоя, Монография: Художественно-стилистическая роль просторечия. Изд. «УНИВЕРСАЛ», Тбилиси, 2009.